# Фронтенак (графство)
 Фронтенак графство  (англ. Frontenac County) — графство у провінції Онтаріо, Канада. Графство є переписним районом та адміністративною одиницею провінції.
Місто Кінгстон знаходиться в поділі Фронтенак перепису, але відокремлені від адміністрації графства.

## Підрозділи

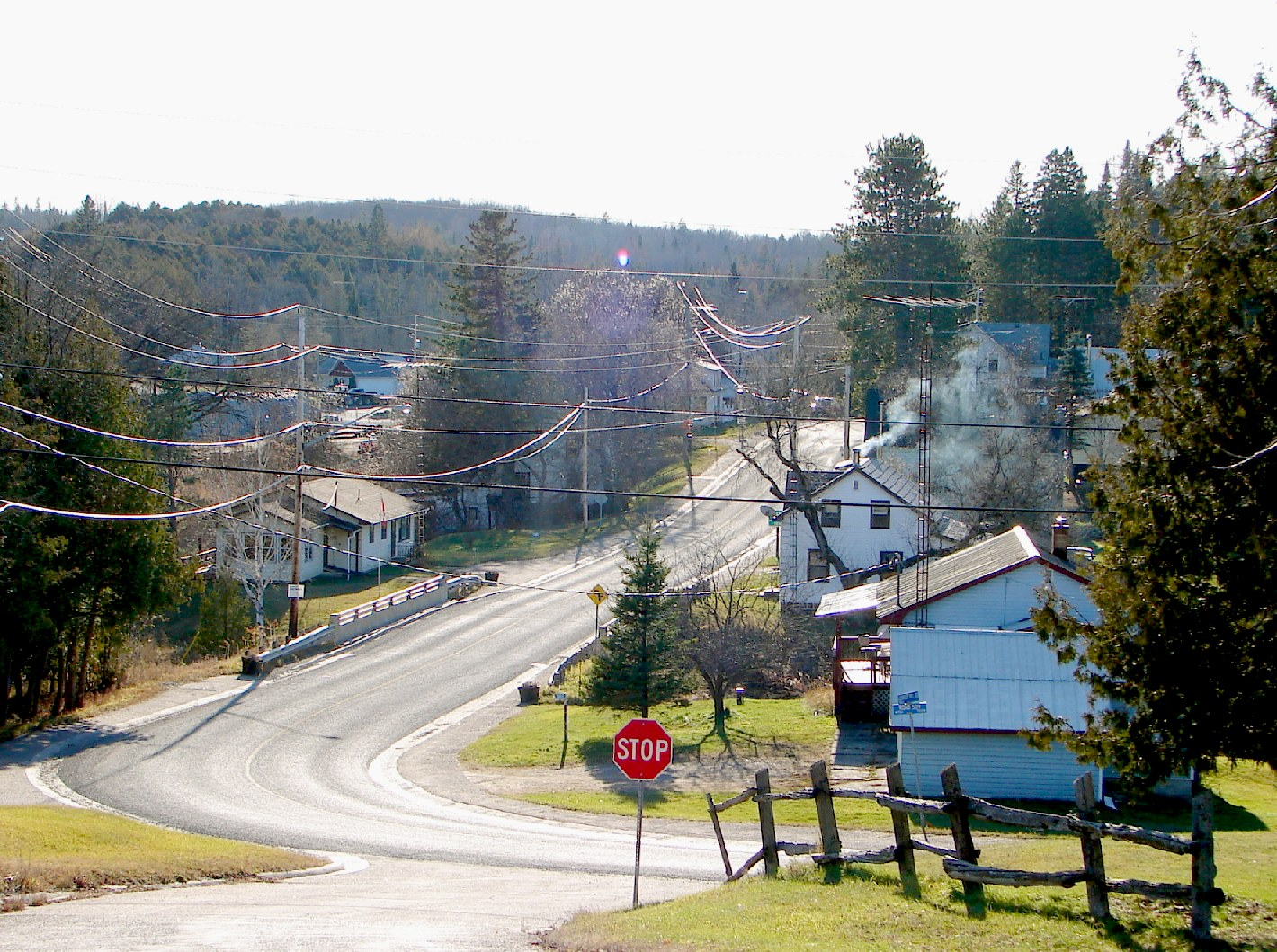
Село Плевна, Графство Фронтанак, Онтаріо

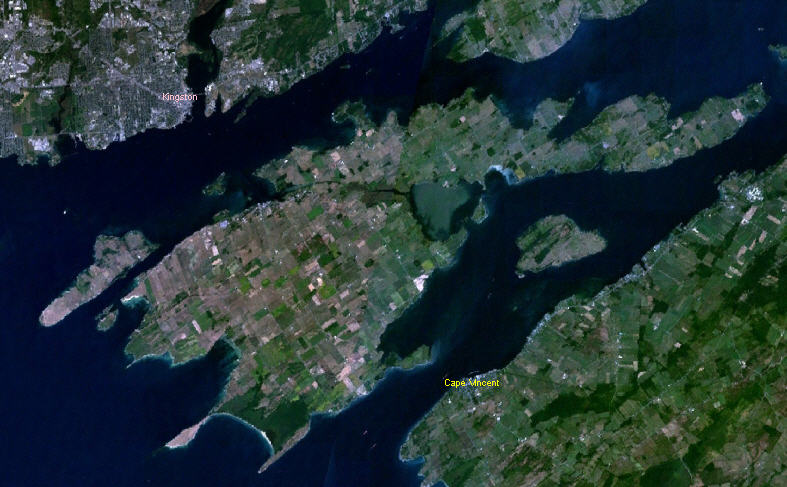
Острів Вольф, Графство Фронтанак, Онтаріо

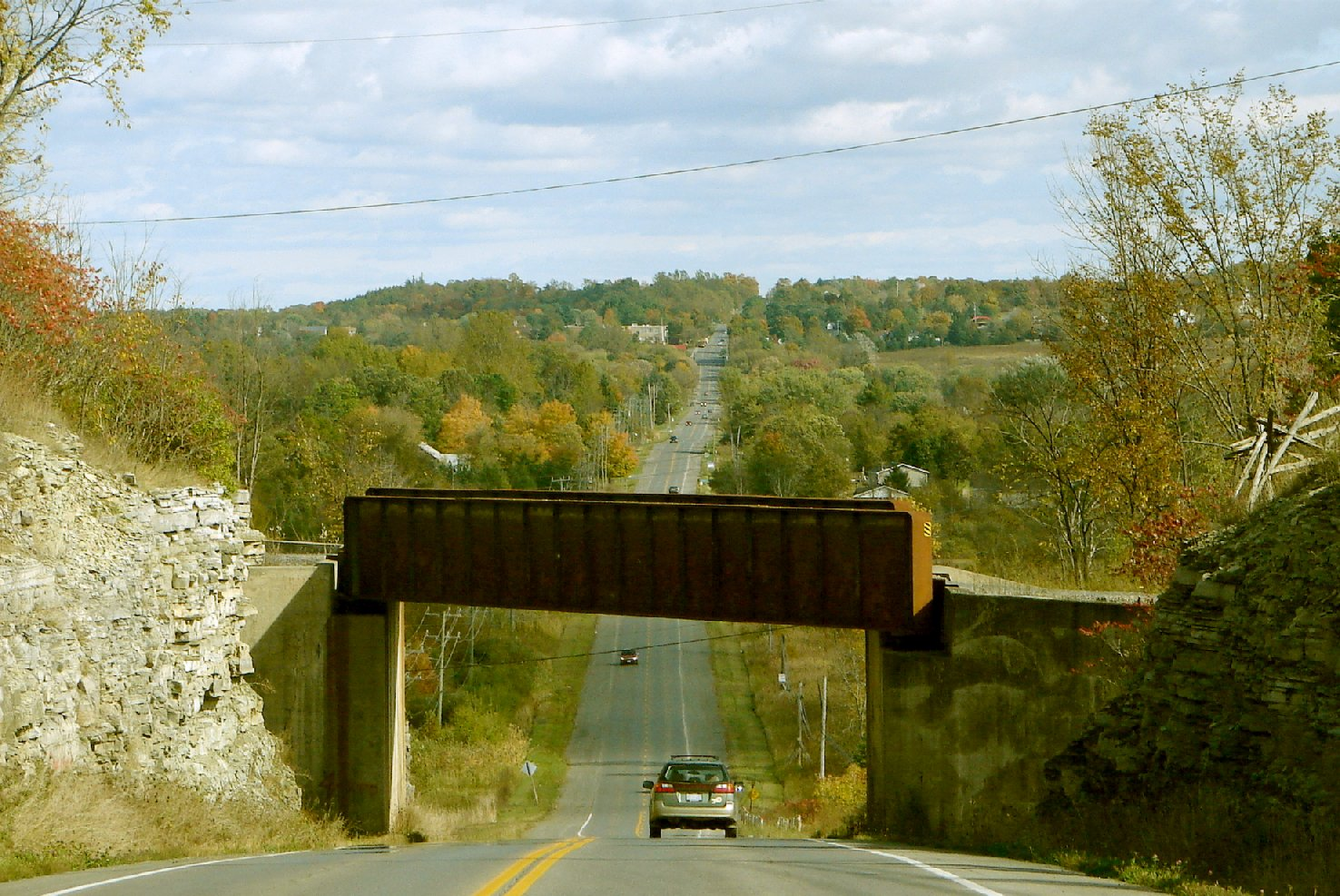
Графство 5 Шосе — між Шарросмит й Сиденгам, Графство Фронтанак, Онтаріо

- Містечко — «Північний Фронтенак» (англ. North Frontenac)
- Містечко — «Центральний Фронтенак» (англ. Central Frontenacc)
- Містечко — «Південний Фронтенак» (англ. South Frontenac)
- Містечко — «Острови Фронтенак» (англ. Frontenac Islands)